# Хогерман, Бертюс
Ламмерт Якобюс (Бертюс) Хогерман (нидерл. Lammert Jacobus "Bertus" Hoogerman; 23 апреля 1938, Амстердам — 18 ноября 2004, Амстердам) — нидерландский футболист, игравший на позиции вратаря.
Начинал карьеру в «Аяксе», в основном составе которого дебютировал в 1956 году в возрасте 18 лет. В команде выступал на протяжении 8 сезонов, сыграв во всех турнирах 212 матчей. Становился чемпионом Нидерландов и обладателем кубка страны, в сезоне 1961/62 выиграл с клубом Кубок Интертото. В 1965 году перешёл в любительский клуб «Мербойз», а год спустя стал игроком команды второго дивизиона ХВК. С 1967 по 1968 год выступал в североамериканских лигах NPSL и NASL за «Питтсбург Фантомс» и «Канзас-Сити Сперс».

## Личная жизнь
Отец — Ламмерт Хогерман, был родом из деревни Беллингволде, мать — Янна Хендрика Сандерс, родилась в Бюссюме. Родители поженились в ноябре 1937 года в Амстердаме. В их семье был ещё младший сын Мартен Хендрик.
Женился в возрасте двадцати двух лет — его супругой стала 19-летняя Рита Эрнстина Деккер, уроженка Амстердама. Их брак был зарегистрирован 13 декабря 1960 года в Амстердаме.
Умер от рака лёгких 18 ноября 2004 года в Амстердаме в возрасте 66 лет . Церемония кремации состоялась 23 ноября в Хорне.

## Достижения
«Аякс»
- Чемпион Нидерландов: 1959/60
- Обладатель Кубка Нидерландов: 1960/61
- Победитель Кубка Интертото: 1961/62